# Takaši Mizuno
Takaši Mizuno (japonsko 水野 隆), japonski nogometaš, * 28. april 1931.
Za japonsko reprezentanco je odigral eno uradno tekmo.